# Idaea romeii
Idaea romeii är en fjärilsart som beskrevs av Turati 1929. Idaea romeii ingår i släktet Idaea och familjen mätare. Inga underarter finns listade i Catalogue of Life.